# Dsmitryj Nabokau
Dsmitryj Sjarhejewitsch Nabokau (belarussisch Дзмітрый Сяргеевіч Набокаў, international nach englischer Transkription Dzmitry Nabokau; * 20. Januar 1996 in Bjalynitschy, Belarus) ist ein belarussischer Hochspringer.

## Karriere
Dsmitryj Nabokau konnte bislang neben zwei nationalen Meistertiteln – 2016 und 2018 – zwei internationale Erfolge erringen.
So sprang er 2014 bei den Juniorenweltmeisterschaften im US-amerikanischen Eugene, Oregon, mit 2,24 m hinter dem Russen Michail Akimenko zu Silber. 2017 schließlich folgte Nabokaus bisher wohl größter Triumph: Im polnischen Bydgoszcz platzierte er sich bei den U23-Europameisterschaften im ersten Versuch mit ebenfalls 2,24 m vor Christian Falocchi aus Italien und Wiktor Lonskyj aus der Ukraine auf dem Goldrang – beide sprangen ebenfalls 2,24 m, schafften dies jedoch jeweils erst im zweiten Anlauf.

### Doping
2019 wurde Dsmitryj Nabokau wegen der Verwendung des als Dopingmittel klassifizierten Stoffes Furosemid bis auf Weiteres suspendiert und im Oktober 2020 für zwei Jahre bis zum 27. Oktober 2021 gesperrt.